# Celleporella reflexa
Celleporella reflexa är en mossdjursart som beskrevs av James Dick och Ross 1988. Celleporella reflexa ingår i släktet Celleporella och familjen Hippothoidae. Inga underarter finns listade i Catalogue of Life.